# Petelia strigulataria
Petelia strigulataria là một loài bướm đêm trong họ Geometridae.